# A Different Kind of Human (Step 2)
A Different Kind of Human (Step 2) es el tercer álbum de estudio de la cantautora y productora discográfica noruega Aurora. Fue lanzado el 7 de junio de 2019 por Decca y Glassnote Records. Es la continuación del primer y anterior capítulo del álbum, Infections of a Different Kind (Step 1), que se lanzó en septiembre de 2018. Aurora colaboró con productores como Magnus Skylstad, MyRiot, Askjell Solstrand, Odd Martin, Mark Ralph, Toby Gad y Kill Dave durante su grabación. Se ha clasificado como un álbum conceptual de pop, art pop y electropop.

## Antecedentes y producción
| "Mi primer álbum trataba mucho sobre mirar hacia dentro y trabajar con tus propios demonios, convertirte en un guerrero para ti mismo. En definitiva, se trata de convertirse en un guerrero para aquellas personas que aún no pueden ser guerreros por sí mismas, por eso es importante que este álbum pareciera estar dirigido a un tipo diferente de ser humano. Tiene una mezcla de lo antiguo y lo futurista porque ahora nos encontramos en una época muy interesante como seres humanos; estamos tratando de aprender a convivir con el mundo, con la tecnología, con nosotros mismos, y tratando de equilibrarlo todo en armonía.."——Aurora describe los conceptos de «A Different Kind of Human» y las inspiraciones que tomó de su álbum debut. |

El mismo día del lanzamiento de Infections of a Different Kind (Step 1), Aurora confirmó en una entrevista con NME que Step 2 se lanzaría en 2019 o 2020. Meses más tarde, Aurora publicó una foto que parece mostrar una invasión alienígena con un texto que decía «Algo está por llegar en 2019» en código Morse, lo que insinuaba que Step 2 se lanzaría en 2019.
El 24 de diciembre de 2018, Aurora anunció en una entrevista para Bergens Tidende que Step 2 llegaría antes de lo esperado, probablemente porque ella y Magnus Skylstad habían pasado mucho tiempo en el estudio. A Different Kind of Human (Step 2) se grabó en noviembre de 2018 en una «habitación diminuta», en la que Aurora y Skylstad no durmieron hasta que terminaron el álbum.

## Música y letras
Musicalmente, A Different Kind of Human (Step 2) combina pop,[1] art pop,[2] y electropop,[3] al tiempo que se inspira en la música folclórica nativa americana, africana, noruega y japonesa.[4] El disco ha sido descrito como un álbum conceptual que aborda temas relacionados con la crisis ecológica y que «apunta a la apatía capitalista egocéntrica de la sociedad».[5]

## Lanzamiento y promoción
El 18 de febrero de 2019, Aurora anunció que el título no sería el título provisional Infections of a Different Kind (Step 2), sino que tendría un nombre diferente. «Es más o menos lo que espero que la música nos transmita», dijo Aurora sobre el título de Step 2. [1] En una entrevista de 2021, dijo que «se avecina» un tercer álbum de la serie, pero que «aún no es el momento».[2]

### Sencillos
El primer sencillo del álbum, «Animal», se lanzó el 24 de enero de 2019 junto con un videoclip publicado el mismo día. A finales de marzo, se confirmó que «The Seed» sería el segundo sencillo del proyecto.[1] Tras el anuncio, el título del álbum y la lista de canciones se revelaron el 4 de abril de 2019. El 10 de mayo de 2019, se lanzó la canción «The River» como tercer y último sencillo del álbum.[2] A este le siguieron tres sencillos promocionales: «A Different Kind of Human», lanzado el 31 de mayo de 2019, «Apple Tree» y «Daydreamer», lanzados el 14 de agosto de 2019 y el 1 de noviembre de 2019, respectivamente.[3] [4]

## Recepción crítica
En Metacritic, que asigna una puntuación media ponderada sobre 100 a las reseñas y valoraciones de las principales publicaciones, A Different Kind of Human (Step 2) recibió una puntuación media de 77, basada en 7 reseñas, lo que indica «reseñas generalmente favorables».
La editora de AllMusic, Marcy Donelson, escribió que «aunque desigual, es un álbum que se queda grabado, tanto por sus melodías teatrales como por su benevolencia poco común».[1] Michael Cragg, de The Guardian, sugirió que el álbum «se habría beneficiado de la brevedad de su predecesor [Infections of a Different Kind (Step 1)]» y añadió que «merece una mayor atención». [2] El crítico de NME Andrew Trendell elogió la producción y el mensaje del álbum, pero comentó que «las peculiaridades de Aurora, que en gran medida distinguen a este álbum, a veces también lo lastran».[3] Malvika Padin, de Clash, destacó que «Aurora aprovecha constantemente su fuerza lírica, ya que las palabras significativas [...] se instalan en la psique de los oyentes».

## Rendimiento comercial
A Different Kind of Human (Step 2) debutó en el número cuatro de la lista VG-lista Topp 40 Album de Noruega con unas ventas de 2100 unidades en su primera semana, convirtiéndose así en el segundo álbum de Aurora en entrar en el top 5 de la lista.[1] En el Reino Unido, el álbum alcanzó el número 32 en la lista UK Albums Chart.[2]

## Lista de canciones
| A Different Kind of Human (Step II) track listing |                     |             |          |  |
| N.º                                               | Título              | Producer(s) | Duración |  |
| 3.                                                | «Hunger»            | Aurora      |          |  |
| 14.                                               | «Mothership»        |             |          |  |
| 16.                                               | «Dance on the Moon» |             |          |  |
| 17.                                               | «In Bottles»        |             |          |  |
| 18.                                               | «The River»         |             |          |  |

Notas
- ^[a] significa un coproductor
- ^[b] significa un productor adicional.

## Rankings
| Gráfico (2019)                                  | Cima posición |
| ----------------------------------------------- | ------------- |
| Álbumes australianos ( ARIA )                   | 52            |
| 66                                              |               |
| 172                                             |               |
| 98                                              |               |
| 58                                              |               |
| 4                                               |               |
| Álbumes de vinilo noruegos (IFPI Norge)         | 4             |
| 34                                              |               |
| 54                                              |               |
| 32                                              |               |
| Álbumes de Heatseekers de EE. UU. ( Billboard ) | 5             |
| 21                                              |               |
| 96                                              |               |

## Historial de versiones
| Región | Fecha                    | Versión         | Formato | Etiqueta  | Ref.          |
| ------ | ------------------------ | --------------- | ------- | --------- | ------------- |
| Varios | 7 de junio de 2019       | Estándar        |         |           | [ 10 ] [ 11 ] |
| Japón  | 16 de septiembre de 2020 | Pista adicional | CD      | Universal | [ 12 ]        |

1. 1 2  «Release group “A Different Kind of Human: Step 2” by AURORA - MusicBrainz». musicbrainz.org. Consultado el 15 de agosto de 2025.
2. 1 2  «A Different Kind of Human - Step 2 — Aurora». Last.fm (en inglés). 14 de febrero de 2025. Consultado el 15 de agosto de 2025.
3. 1 2  «AMPED™ FEATURED ALBUM OF THE WEEK: AURORA/A DIFFERENT KIND OF HUMAN (STEP 2) – Alliance Entertainment Blog» (en inglés estadounidense). 7 de junio de 2019. Consultado el 15 de agosto de 2025.
4. ↑  Trendell, Andrew (28 de septiembre de 2018). «AURORA tells us about her surprise 'empowering' new album 'Infections Of A Different Kind - Step 1' - watch». NME (en inglés británico). Consultado el 15 de agosto de 2025.
5. ↑  «Aurora Aksnes Song Stories». childlike-soul.simdif.com (en inglés). Consultado el 15 de agosto de 2025.
6. ↑  https://warriorsweirdos.proboards.com/thread/1493/interview-bergens-tidende-24-2018
7. ↑  «ARIA Chart Watch #529». auspOp. 15 June 2019. Archivado desde el original el 18 June 2019. Consultado el 15 June 2019.
8. ↑  «Vinyl 2019 uke 24». Topplista. 20 June 2019.
9. ↑  «A Different Kind of Human». Universal Music Online Shop. Archivado desde el original el 26 de abril de 2021. Consultado el June 7, 2019.
10. ↑  AURORA (7 June 2019). «A Different Kind of Human (Step II)». Apple Music (US). Archivado desde el original el 8 de junio de 2019. Consultado el April 27, 2020.
11. ↑  AURORA. «Infections Of A Different Kind Of Human [Japan Bonus Track] | CD Album». CDJapan. Archivado desde el original el 26 de septiembre de 2020.